# Instituto San Isidoro
El Instituto de Enseñanza Secundaria San Isidoro de Sevilla, es un centro docente público de educación secundaria dependiente de la Consejería de Educación de la Junta de Andalucía fundado en 1845 que posee una rica historia y un importante patrimonio cultural. El instituto tiene secciones diurna y nocturna, y cuenta con un programa bilingüe de alemán desde el año 2000. Además, aporta la opción del bachillerato musical. El IES San Isidoro tiene como objetivo conseguir una enseñanza rigurosa y de calidad y una educación en valores tanto en la Educación Secundaria Obligatoria como en el Bachillerato.
El instituto tiene adscritos dos colegios preferentes: el CEIP Altos Colegios Macarena y el CEIP Huerta de Santa Marina; y 3 institutos adscritos para el bachillerato que son: el CDP Calderón de la Barca, el CDP María Inmaculada y el CDP Beaterio de la Santísima Trinidad; aunque tienen prioridad en la admisión el alumnado que curse simultáneamente educación secundaria y enseñanza musical de música y danza. 
El IES San Isidoro, se asienta en un edificio construido en la década de los sesenta del siglo pasado sobre el solar del Palacio de los Zúñiga, su sede anterior. Está situado en la calle Amor de Dios n.º 28, es decir, en el centro histórico de Sevilla. Posee un importante fondo bibliográfico y un Archivo Histórico.
El centro ha ingresado en la Orden de Alfonso X con la categoría de placa de honor, gracias a su categoría histórica y a sus servicios a lo largo de los años.

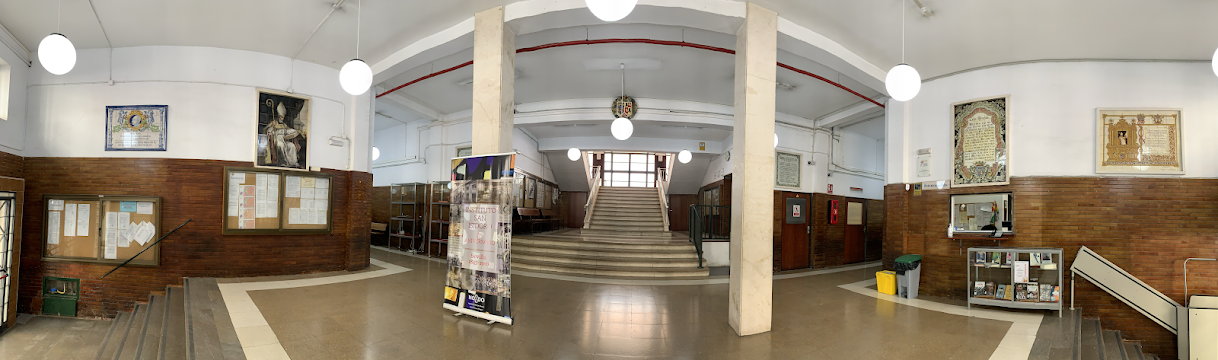
Imagen panorámica de la entrada al instituto.

## Historia
El Instituto San Isidoro se crea en sus orígenes como Instituto Provincial de Sevilla en el año 1845, derivado de la reforma de la enseñanza conocida como “plan Pidal”. 
Durante casi noventa años el Instituto fue el único de la ciudad de Sevilla, ya que hasta el año 1933 no se fundó el segundo Instituto de la ciudad. En el curso 1936-1937 se convirtió de forma exclusiva en instituto masculino hasta el curso 1982-1983 en que volvió a ser instituto mixto.
FONDOS BIBLIOGRÁFICOS
El IES San Isidoro cuenta con importantes fondos bibliográficos en su biblioteca. Esta surge en 1859,cuando el instituto se separa de la universidad. El director y el claustro debatieron sobre la necesidad de crear una biblioteca, instaurándose como tal en 1862.
Aunque actualmente las nuevas adquisiciones son obtenidas a través de su propio presupuesto escolar, el centro debe sus mejores ejemplares a célebres catedráticos, profesores y escritores como José María Rojo Vázquez o Luis Herrera y Robles. Además, el instituto debe su aumento de volúmenes de "El Quijote", procedentes del siglo XIX al antiguo presidente de la junta Don Manuel Chaves.
Actualmente los libros de la biblioteca del instituto se dividen en distintas materias: Árabe, Artes plásticas, Derecho, Economía, Educación, Ética, Filosofía, Física y Química, Francés, Griego, Historia, Latín, Matemáticas y varios.
Entre su magnífica colección destacan los siguientes títulos:
1. Los dos ejemplares más antiguos de las comedias de Aristófanes(1515 y 1540).
2. Biblia sacre hebraice, chaldaice, graece, y latine de Benedictus Arias Montanus(1571).
3. Romances varios de diversos autores, recogidos por Antonio Díez en 1663.
4. Sefat Emet: libro de oraciones escrito en hebreo, cuyo año de procedencia estimado es 1874.
5. Ediciones de Don Quijote de la Mancha,con magníficas ilustraciones y cuyo año de procedencia se remonta al siglo XIX.                                                                                                                                                             La lista de ejemplares que posee el instituto se puede consultar más exhaustivamente en los distintos catálogos que historiadores y especialistas han ido publicando desde 1950 hasta 2006.

## Alumnos y Profesores Célebres del Instituto
Por las aulas del Instituto San Isidoro han pasado una gran cantidad de profesores y de alumnos, muchos de los cuales han sido personajes ilustres del mundo de la enseñanza, de la ciencia, de la política o de la cultura.
De entre los profesores destacan: Alberto Lista (1845-1847), Joaquín Guichot (1859-1900), Demetrio de los Ríos (1874-1875) o Mario Méndez Bejarano (1884-1885).
De entre los alumnos destacan: Gustavo Adolfo Bécquer, Manuel Machado (1895), Luis Cernuda (1913), Severo Ochoa (1920), Manuel Losada Villasante (1940), Santos Juliá (1953),  Felipe González (1955), Rafael Escure do (1956) o Guillermo Vázquez Consuegra (1958). También la que fuera la primera mujer española en obtener el título de bachiller, Encarnación del Águila.